# Круглоголовый пузанок
Круглоголовый пузанок, или аграханский пузанок (лат. Alosa sphaerocephala) — редкий и малоизученный вид лучепёрых рыб семейства сельдевых (Clupeidae). Эндемик Каспийского бассейна, известен преимущественно по находкам в южной и центральной части Каспия, включая побережья Ирана и Туркменистана.

## Описание
Тело круглоголового пузанка сравнительно высокое и сильно сжатое с боков. Характерной чертой является крупная, почти шаровидная голова (отсюда и название вида). Чешуя крупная, серебристая. Максимальная длина тела 25 см, масса может достигать 500—800 г. На боках у молодых особей могут наблюдаться ряды тёмных пятен. Глаза относительно большие, рот верхнего типа.
Брюшной киль хорошо развит. Хвостовой плавник сильно выемчатый. Радужина серебристая, жаберные крышки покрыты заметной сетчатой структурой.
Круглоголовый пузанок встречается преимущественно в южной и центральной части Каспийского моря. Предпочитает глубинные и прибрежные районы с солоноватой водой. 
О размножении вида известно мало. Предположительно нерест происходит весной. Икра, вероятно, пелагическая. Молодь, как и у других сельдей, первые недели проводит в толще воды, питаясь зоопланктоном (мелкие ракообразные (например, копеподы), личинки двукрылых и другие беспозвоночные). Взрослые особи могут также потреблять молодь рыб и личинок. Круглоголовый пузанок ведёт стайный образ жизни, активно перемещаясь в поисках корма.
Впервые описан российским ихтиологом Л. С. Бергом в 1915 году. 
Промыслового значения в настоящее время практически не имеет. В середине XX века мог случайно вылавливаться вместе с другими видами каспийской сельди, однако в настоящее время уловы крайне редки. Из-за слабой изученности и ограниченного ареала популяционная тенденция вида неизвестна.